# Tantilla mexicana
Tantilla mexicana este o specie de șerpi din genul Tantilla, familia Colubridae, descrisă de Albert Günther în anul 1862. Conform Catalogue of Life specia Tantilla mexicana nu are subspecii cunoscute.